# Inflikted
Inflikted - debiutancki album projektu Cavalera Conspiracy. 

## Opis
Jest to pierwsze wydawnictwo od czasu Roots (1996) Sepultury, na którym wystąpili razem bracia Max i Igor Cavalera.
Nagrania były dokonywane w studio w Los Angeles, a producentem był Logan Mader.
Inspiracją do napisania utworu „Hearts of Darkness” było opowiadanie Josepha Conrada Jądro ciemności, będące kanwą dla filmu Czas apokalipsy (1979), zaś inspiracją do piosenki „Ultra-Violent” był filmem Mechaniczna pomarańcza (1971)
Tytuł piosenki „Must Kill” został zainspirowany tatuażem o tej treści na pięściach Sida Wilsona z grupy Slipknot.

## Lista utworów
1. "Inflikted" - 4:31
2. "Sanctuary" - 3:23
3. "Terrorize" - 3:37
4. "Black Ark" - 4:54
5. "Ultra-Violent" - 3:47
6. "Hex" - 2:37
7. "The Doom Of All Fires" - 2:12
8. "Bloodbrawl" - 5:41
9. "Nevertrust" - 2:22
10. "Hearts of Darkness" - 4:29
11. "Must Kill" - 5:56

## Twórcy
Skład zespołu
- Max Cavalera - śpiew, gitara rytmiczna
- Igor Cavalera - perkusja
- Marc Rizzo - gitara prowadząca
- Joe Duplantier - gitara basowa

Udział innych
- Rex Brown - gościnnie gitara basowa w utworze „Inflikted”
- Richie Cavalera - gościnnie śpiew w utworze „Black Ark”

## Listy sprzedaży
| Lista             | Kraj              | Pozycja |
| ----------------- | ----------------- | ------- |
| Billboard 200     | Stany Zjednoczone | 72      |
| Rock Albums       | Stany Zjednoczone | 23      |
| Hard Rock Albums  | Stany Zjednoczone | 7       |
| Tastemaker Albums | Stany Zjednoczone | 10      |